# 流水镇 (宜城市)
流水镇，是中华人民共和国湖北省襄阳市宜城市下辖的一个乡镇级行政单位。

## 行政区划
流水镇下辖以下地区：
流水街道社区、讴乐社区、落花潭社区、黄湾村、黄冲村、黄岗村、邓林村、孔畈村、莺河村、僧庄村、雅口村、曾湾村、余棚村、讴集村、杨林村、杨棚村、高楼村、双山村、刘台村、马集村、梅畈村、马头村、牌坊河村、怀家沟村、莲花池村、岗家沟村、洪家沟村、老龙沟村、罗汉村、刘湾村、卜家河村和种畜场村。